# Kalvarienberg Sachsenburg

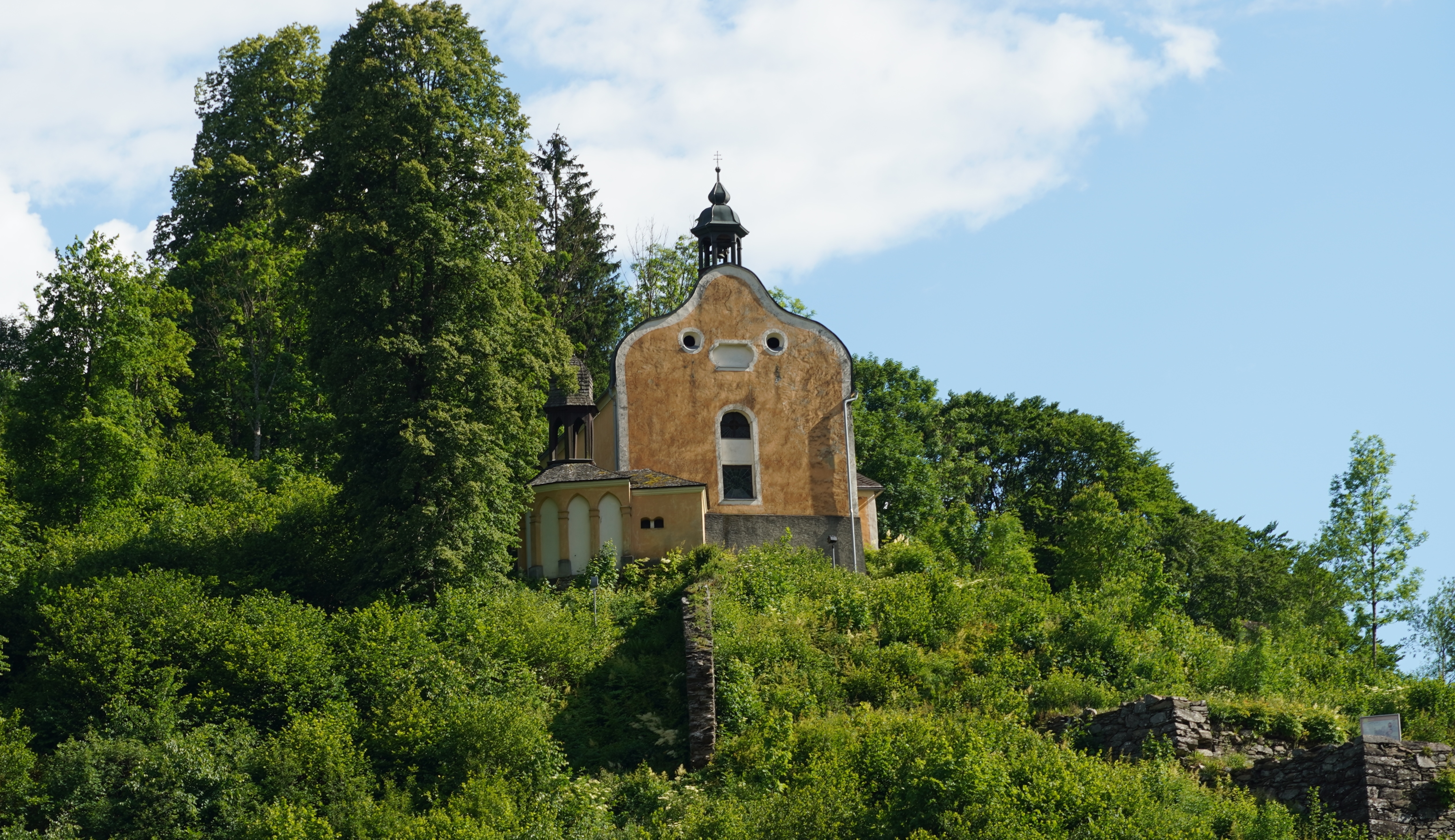
Heiliggrab- und Kalvarienbergkapelle

Der Kalvarienberg Sachsenburg befindet sich am Festungsberg von Sachsenburg. Die Anlage besteht aus zehn Kreuzwegstationen und zwei Kapellen. Will man den Kreuzweg gehen, so muss man bei der I. Station bei der Kath. Pfarrkirche hl. Magdalena neben dem Portal beginnen. Die Stationen sind kleine gemauerte und nach vorne offene Kapellen. Die II. Station ist vor dem Hauptplatz, südlich im Kirchgassel und weitere Stationen stehen auf dem Weg zur Kalvarienbergkirche.

## Kalvarienbergkapelle
Die 1753 unter Pfarrer Anton Josef Weichsler erbaute und geweihte Kalvarienbergkapelle ist eine Filialkirche der Pfarre Sachsenburg.
Die Kalvarienbergkapelle Sachsenburg wurde jedoch nicht als Abschluss des Kreuzweges erbaut, sondern wurde in die Leidensgeschichte als XII. Station eingebunden. Daran schließt sich westlich die XIII. Station an, und den Abschluss bildet als XIV. Station die Grabkapelle, eine Nachbildung der Grabeskirche in Jerusalem. Der Sakralbau besteht aus einem spätbarocken Langbau mit Dreiachtelschluss, einem geschweiften Westgiebel und einem Dachreiter. Der Bau ist im Inneren flach gedeckt und mit einer Holzempore und einer einfachen Rokokokanzel ausgestattet. An der Ostwand ist vor der gemalten Darstellung der Stadt Jerusalem eine großfigurige geschnitzte Kreuzigungsgruppe mit den Schächtern, Maria Magdalena, Maria und Johannes aufgestellt.

## Heiliggrabkapelle
Die Heiliggrabkapelle ist ein barocker Bau mit quadratischer, kreuzgratgewölbter Vorhalle, einem einjochigen Hauptraum und einem abgemauerten Sechsachtelschluss. Die durch spitzbogige Blendarkatur gegliederte Kapelle wird von einer hölzernen Laterne und einer Zwiebelhaube bekrönt. Im Hauptraum befindet sich das Heilige Grab mit dem lebensgroßen, geschnitzten Leichnam Christi. Das Fresko an der Rückwand zeigt den Auferstandenen.